# أليكساندر غورغون
أليكساندر غورغون (من مواليد 28 أكتوبر 1988، بمدينة فيينا في النمسا)، هو لاعب كرة قدم دولي نمساوي، يلعب في مركز الجناح الأيمن مع نادي بوغون شتشتين في الدوري البولندي الممتاز ومنتخب النمسا.

## وصلات خارجية
- أليكساندر غورغون على موقع الاتحاد الأوربي (الإنجليزية)
- أليكساندر غورغون على موقع قاعدة بيانات كرة القدم.إي يو (الإنجليزية)
- أليكساندر غورغون على موقع Soccerway.com (الإنجليزية)
- أليكساندر غورغون على موقع AS.com (الإسبانية)